# Ecliptopera oblongata
Ecliptopera oblongata är en fjärilsart som beskrevs av Achille Guenée 1858. Ecliptopera oblongata ingår i släktet Ecliptopera och familjen mätare. Inga underarter finns listade i Catalogue of Life.